# Bilharziella polonica
Bilharziella polonica – przywra rozdzielnopłciowa. Występuje w Europie (także w Polsce), Azji, Afryce i Ameryce Północnej. 

## Żywiciele
- pośredni: ślimaki słodkowodne (Zatoczek rogowy lub Błotniarka stawowa)
- ostateczny: niektóre ptaki wodne: kaczka domowa i dzika, łabędź, gęś[1]

Żywicielem przypadkowym może być człowiek. Bilharziella polonica może powodować u ludzi tzw. świąd pływaków (ang. swimmer's itch).

## Umiejscowienie
Kopulujące przywry w żyłach brzusznych (głównie żyła wrotna), młode pasożyty w drobnych rozgałęzieniach naczyń żylnych jelita.

## Budowa[2]
- samiec 4x0,5mm
- samica 2x0,25mm

Przyssawki oddalone od siebie, brzuszna nieco większa niż gębowa. Dwa pnie jelita łączą się pośrodku ciała w nieparzysty pień. Brak torebki prącia. Jajnik wydłużony, leży w pętli utworzonej przez złączone pnie jelit. Macica krótka, zawiera jedno jajo o kształcie bączka.

## Cykl rozwojowy[3]
Złożone przez samicę jaja dostają się do naczyń żylnych jelita. Przebijają ścianki jelita kolcem i przechodzą do jego światła, skąd są wydalane wraz z kałem. W środowisku wodnym z jaja wykluwa się miracidium i aktywnie przenika do ślimaka. W organizmie ślimaka powstają cerkaria, które aktywnie wnikają przez skórę ptaka.